# Аш-Шаханія (спортивний клуб)
Спортивний клуб «Аш-Шаханія» (араб. نادي الشحانية الرياضي) — катарський спортивний клуб, який базується в місті Аш-Шаханія за 20 км від столиці Дохи. Заснований 27 грудня 1998 року під назвою «Ан-Наср» (араб. النصر, «Перемога»). Найвідомішою командою клубу є футбольна команда, яка грає у другому дивізіоні Катару. Домашнім полем клубу є стадіон «Гранд Хамад».